# Schiefschnabel
Der Schiefschnabel (Anarhynchus frontalis) ist eine Vogelart aus der Familie der Regenpfeifer und ist auf Neuseeland endemisch. Seinen Namen verdankt der Schiefschnabel seinem fast immer nach rechts gebogenen Schnabel. Mit dieser Besonderheit gehört er zu den sehr wenigen höheren Tierarten, die eine asymmetrische Körpererscheinung haben.

## Merkmale
Der Schiefschnabel ist 21 Zentimeter lang und erreicht ein Gewicht von 40 bis 70 Gramm. In der Gestalt ähnelt er den Charadrius-Arten. Sein Hals ist kurz und sein Körper wirkt gedrungen. Er besitzt verhältnismäßig lange, breite Flügel und einen kurzen, keilförmigen Schwanz. Die Beine sind kurz und tragen drei in langen Krallen endende Zehen. Sein auffälligstes Merkmal ist der fast immer nach rechts gebogene Schnabel. Außerdem ist dieser für Regenpfeifer ungewöhnlich lang. Seine Flügel, sein Schwanz und sein Rücken sind schiefergrau mit einem leichten Braunton. Der Bauch, die Brust und Teile des Gesichts sind weiß. Sein Kopf trägt eine dunkelgraue Kappe. Vom Schnabel, über die Augen und bis in den Nacken zieht sich ein schwarzer Streifen. Auf seiner Brust befindet sich ein schwarzes Band, das bei Männchen deutlicher gezeichnet ist als bei Weibchen. Sein Schnabel, die Beine und die Ränder der Handschwingen sind schwarz.

## Lebensweise
Der Schiefschnabel frisst Insekten (besonders die Larven von Eintagsfliegen), Würmer und andere Wirbellose, die er unter Steinen findet. Das Weibchen legt die zwei weißen bis hellgrauen, dunkel gepunkteten Eier in eine durch Körperdruck geformte Mulde auf Geröllstränden oder steinigen Flussufern, wo sie zwischen den Steinen und dem Spülgut gut getarnt sind. Nähert sich ein Feind, entfernt sich der brütende Altvogel vom Nest, stellt sich flügellahm und lenkt ihn so von den Eiern ab. Ist der Feind weit genug vom Nest entfernt, fliegt der Altvogel auf und kehrt zu seinen Eiern zurück. Die Jungen sind Nestflüchter, sie verlassen das Nest sofort nach dem Schlüpfen. Sie sind nach drei Jahren geschlechtsreif.

## Verbreitung, Schutz und Bestand
Der Schiefschnabel bewohnt die Küsten Neuseelands. Er kommt in den Regionen Canterbury und Otago auf der Südinsel vor und zieht im Winter an die Bay of Plenty auf der Nordinsel.
Nach Schätzungen beträgt die Anzahl der Vögel heute zwischen 3000 und 500 Exemplaren, sie nimmt seit 40 Jahren stetig ab. Die größten Bedrohungen gehen vom Menschen aus, zum Beispiel die Nutzung der Strände als Badezonen und die damit verbundenen Störungen. Vor 1940 wurden die Vögel regelmäßig zum Zweck des Sports geschossen, bis dies endgültig verboten wurde. Hauptfeinde sind die einheimischen Dominikanermöwen, die gelegentlich Nester ausrauben, sowie die eingeführten Hauskatzen und Hermeline. Begonnene Schutzmaßnahmen sind Zählungen der Brutvögel und überwinternden Tiere auf der Nordinsel und die Überwachung der Bestände.

## Bilder

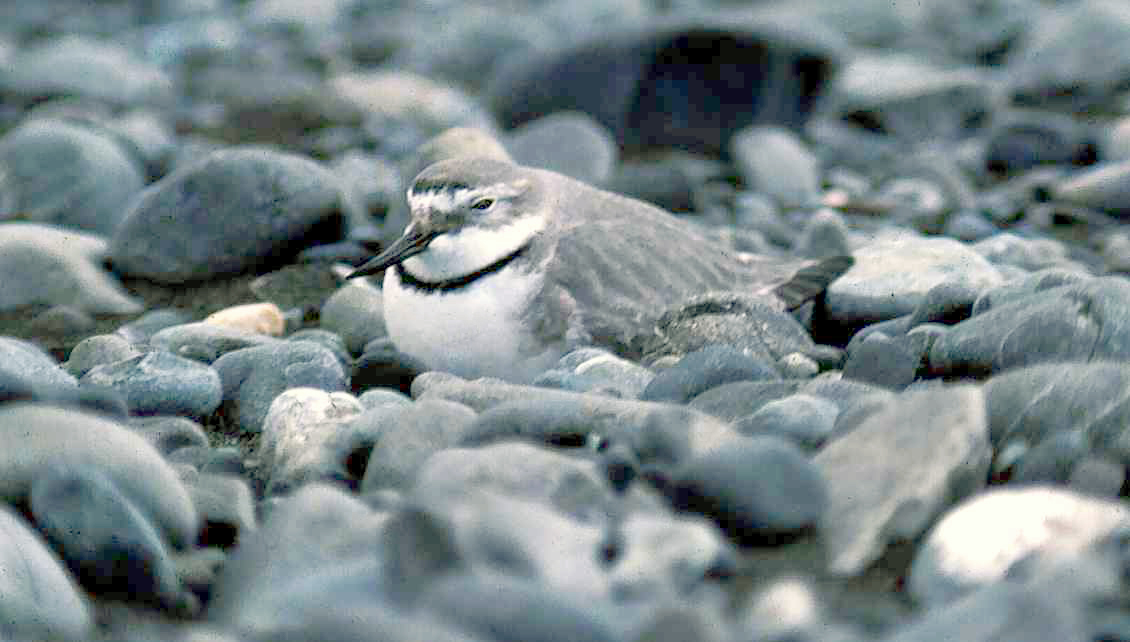
Brütender Schiefschnabel
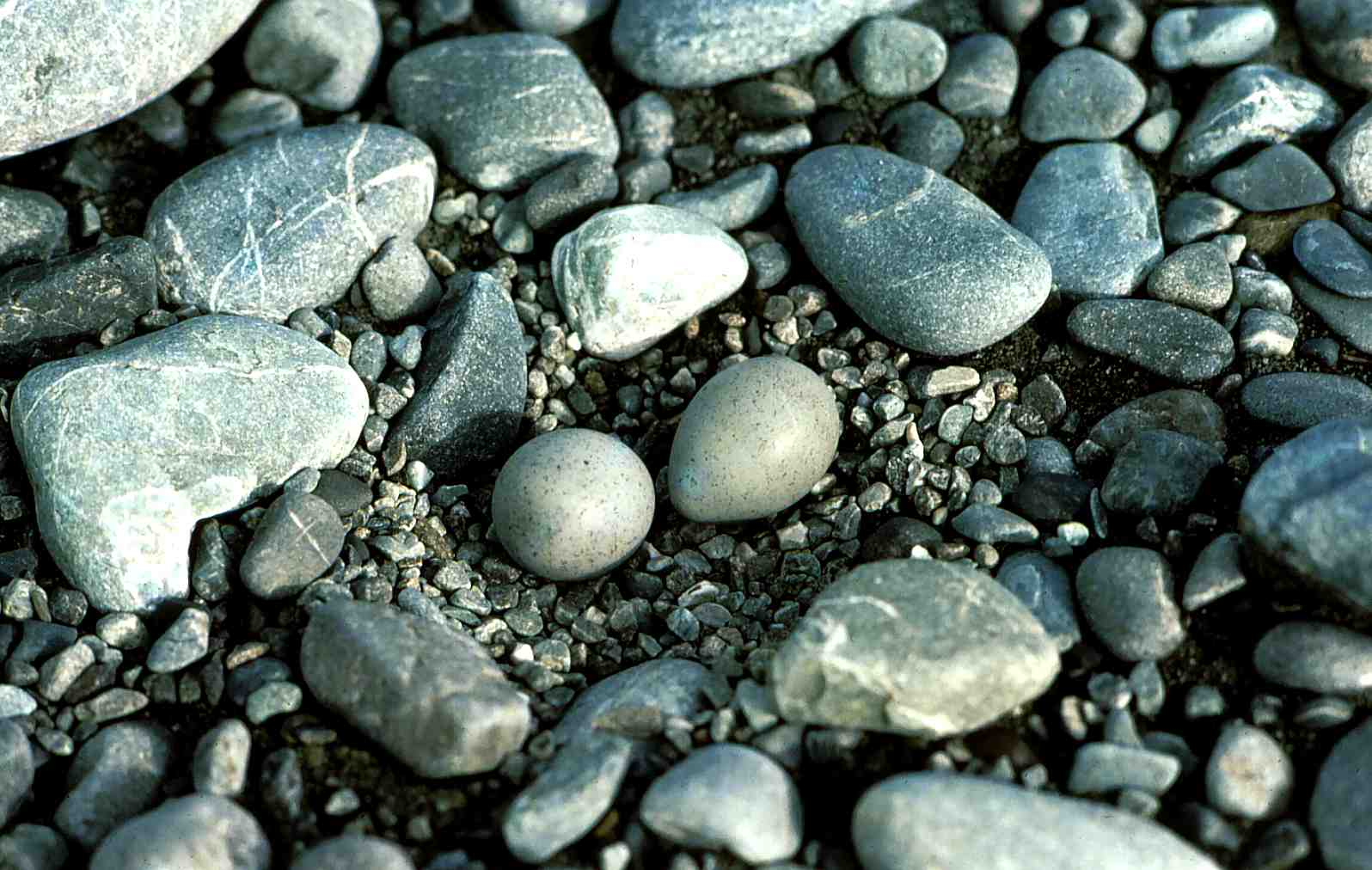
Eier und Nistmulde
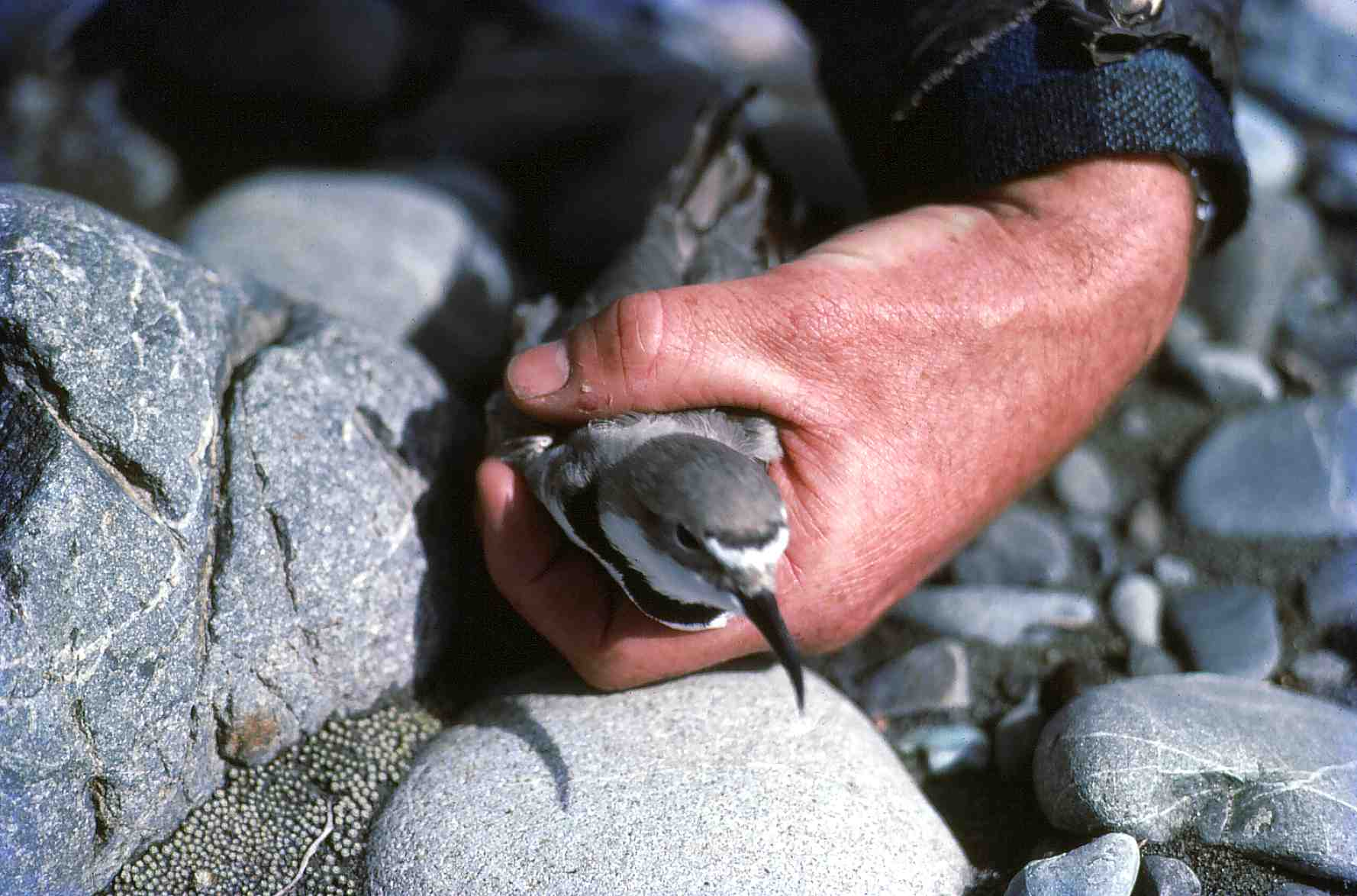
Weiblicher Schiefschnabel
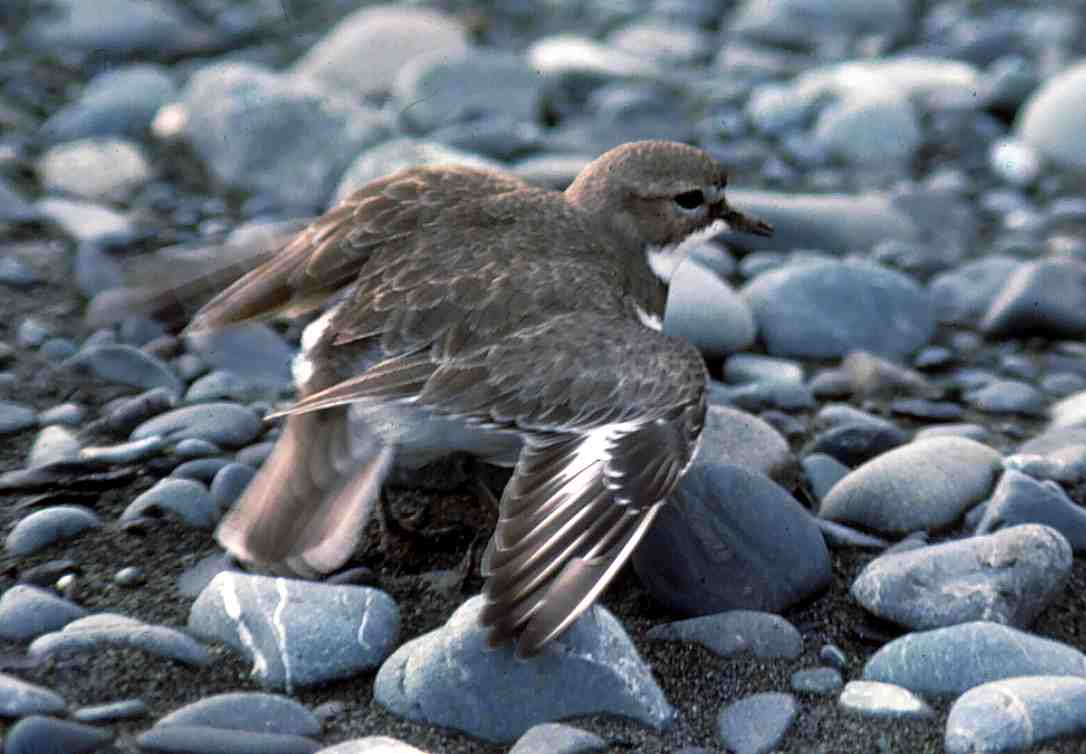
Junger Schiefschnabel